# Mlýnský rybník (Jablonné v Podještědí)
Mlýnský rybník  je velký rybník o rozloze vodní plochy cca 6,5 ha nacházející se na Heřmanickém potoce u města Jablonné v Podještědí v okrese Liberec. Po hrázi rybníka prochází místní komunikace III. třídy a cyklotrasa č. 21 vedoucí z Jablonného v Podještědí do obce Heřmanice v Podještědí. Pod hrází rybníka se nalézá chátrající budova velkého vodního mlýna.
Rybník je využíván pro chov ryb.

## Galerie

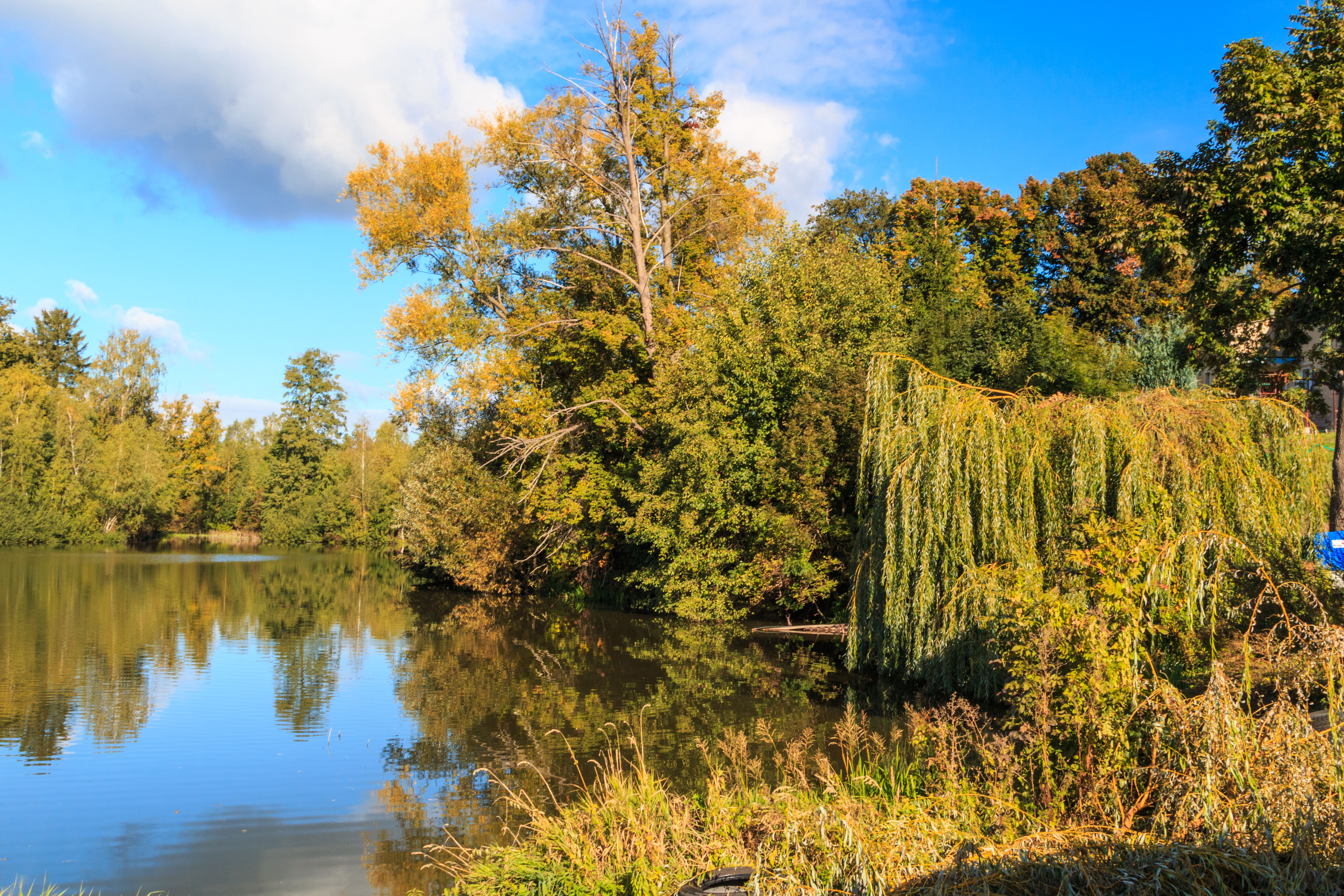
pohled na Mlýnský rybník v Jablonném v Podještědí
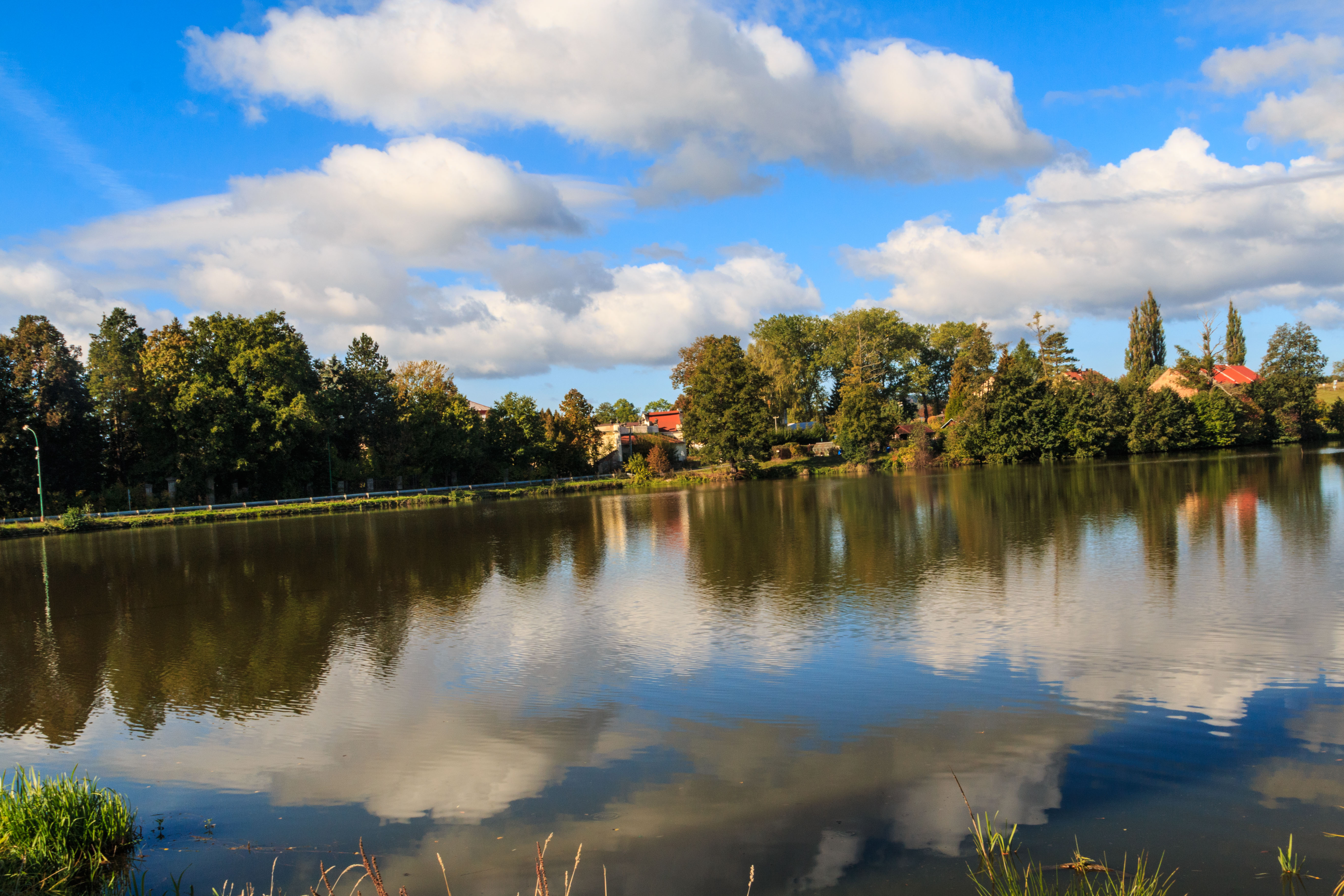
pohled na Mlýnský rybník v Jablonném v Podještědí
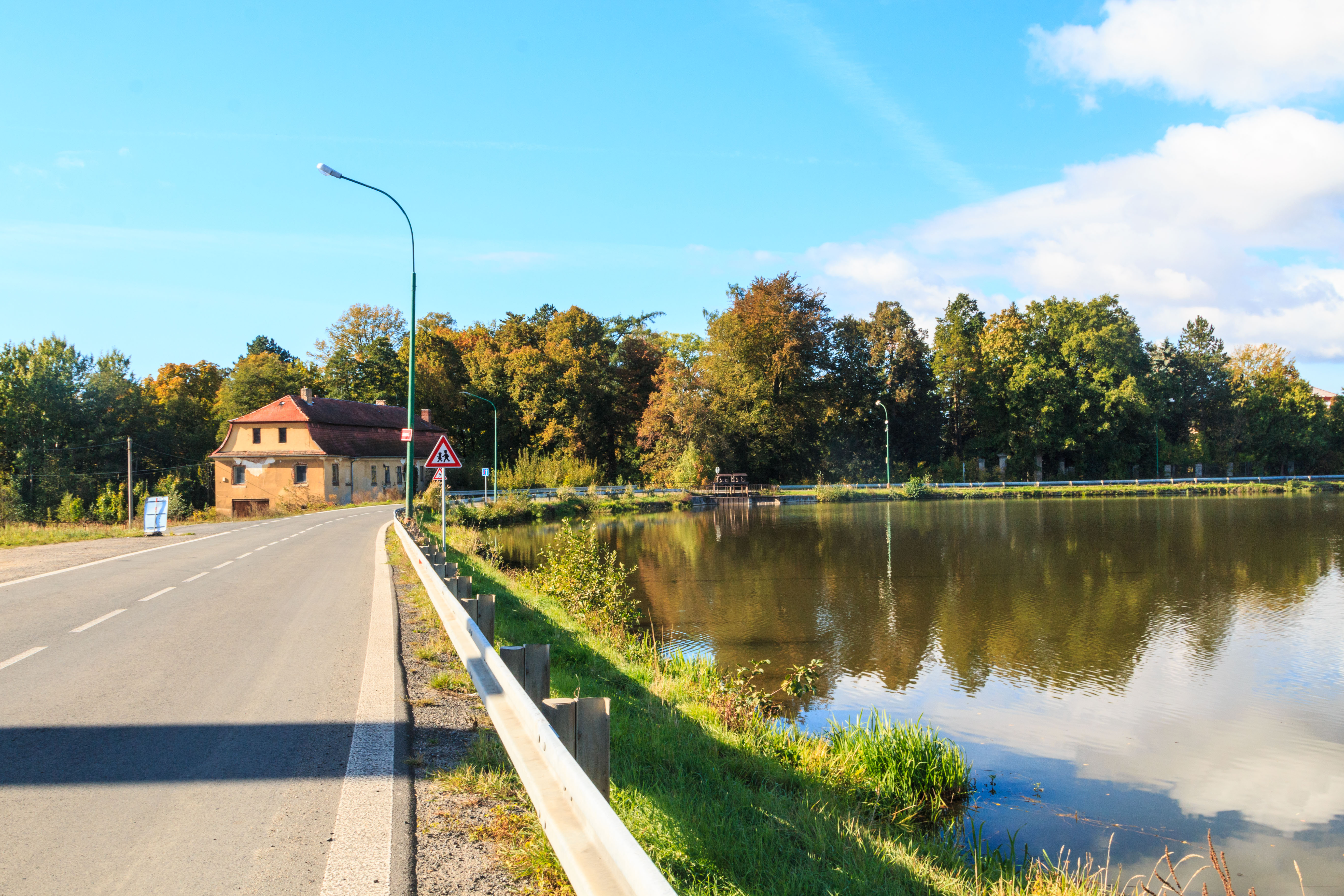
pohled na Mlýnský rybník v Jablonném v Podještědí
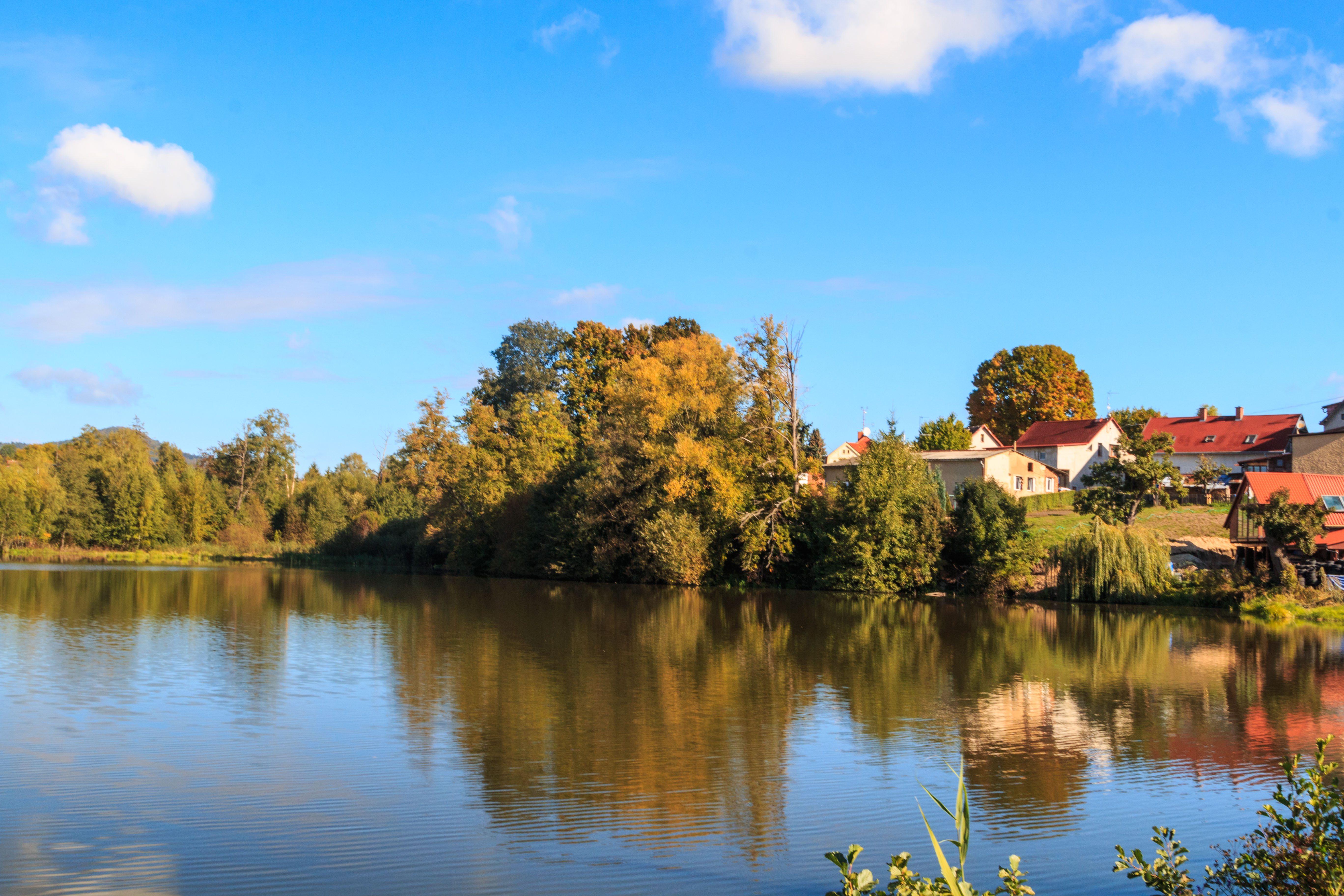
pohled na Mlýnský rybník v Jablonném v Podještědí